# Doreen Allen

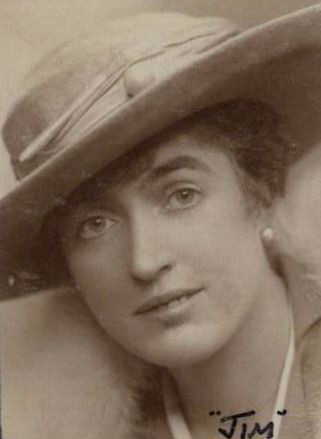
Doreen Allen, ca. 1905

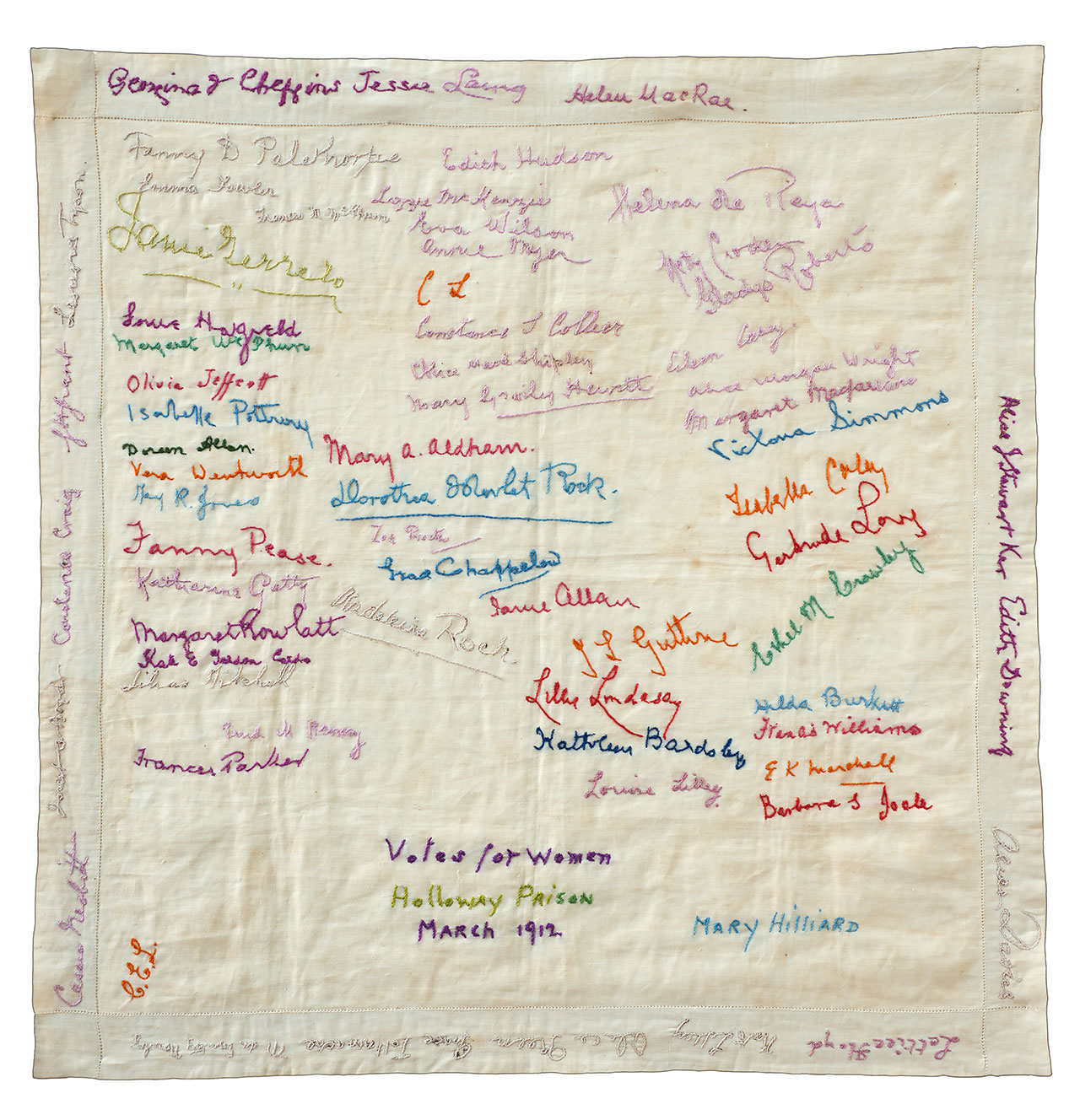
The Suffragette Handkerchief, März 1912, Allens Name linke Spalte, Mitte in Grün

Edith Doreen Allen, geborene Allchin (* 1879 in Dartford, Kent; † 18. Juni 1963 in Brighton, Sussex), war eine englisch-britische Suffragette.

## Leben
Sie war eines von zehn Kindern von Mary Ann, geborene Amos (1838–1924), und John James Allchin (1836–1903), einem Bauunternehmer. 1905 heiratete sie Melville Hodsoll Allen (1879–1932), der an der London Stock Exchange arbeitete und im Ersten Weltkrieg als Hauptmann im Queen's Own Royal West Kent Regiment diente.
Anfang März 1912 beteiligte sich Allen zusammen mit über 100 anderen Frauen an einer Protestaktion der Women’s Social and Political Union (WSPU) in Form von Einschlagen von Schaufenstern im Zentrum Londons. Die Frauen verbargen große Steine und Hämmer unter ihren Röcken und zerstörten in einer koordinierten Aktion Schaufenster in der Regent Street, der Oxford Street und in der Umgebung. Anschließend warteten die Frauen geduldig und ruhig auf das Eintreffen der Polizei. Während dadurch die Aufmerksamkeit der Polizei gebunden war, gelang es Emmeline Pankhurst und drei anderen, nahe genug an 10 Downing Street heranzukommen, um auch dort Steine durch vier der Fenster zu werfen. Nach ihrer Verhaftung im erschien Allen am 12. März 1912 vor dem Magistrates' Court in der Bow Street, bevor sie am 19. März 1912 zur Verhandlung vor die London Sessions geschickt wurde, wo sie zu vier Monaten Haft im Holloway Prison verurteilt wurde. Im Gefängnis trat sie wie die miesten ihrer Mitinhaftierten in einen Hungerstreik und wurde zwangsernährt.
Um die Moral im Gefängnis aufrechtzuerhalten, organisierten die Frauen ihre eigene Unterhaltung. In halb-literarischen Erinnerungen wurden später romantische Geschichten von den Begebenheiten erzählt. So soll Emmeline Pethick-Lawrence Geschichten erzählt haben, während Allen zu ihren Füßen saß und „einen Arm auf ihr Knie legte“.  Im Juni 1912 sollen die drei inhaftierten Suffragetten der älteren Generation, Gertrude Wilkinson, Janet Boyd und Mary Ann Aldham, gesungen haben und bei einer anderen Gelegenheit führten einige der Frauen eine Szene aus „Der Kaufmann von Venedig“ auf, wobei Evaline Hilda Burkitt die Rolle des „Shylock“ und Allen die Rolle der „Narissa“ gespielt haben soll.
Allen war eine von 68 Frauen, die ihre Unterschrift oder Initialen auf das von den Gefangenen in Holloway im März 1912 bestickte sogenannte „Suffragetten-Taschentuch“ setzten.
Nach ihrer Freilassung nahm Allen ihre politischen Aktivitäten zugunsten des Frauenwahlrechts wieder auf.
Als die WSPU-Führerin Emmeline Pankhurst Ende 1913 aus Amerika nach Großbritannien zurückkehrte, wurde sie in Plymouth von einer Gruppe von Suffragetten, darunter Allen, empfangen. Nach dem Betreten des Landes wurde Pankhurts nach dem sogenannten Cat and Mouse Act zu Verbüßung einer ausgesetzten Haftstrafe verhaftet und ins Gefängnis von Exeter gebracht.
Allen ist in der sogenannten Roll of Honour of Suffragette Prisoners der Suffragette Fellowship aufgeführt.
Über Allens weiteren Lebensweg ist wenig bekannt. Sie lebte in Brighton und starb im Juni 1963.